# Kommunalvalen i Sverige 1982
Kommunalvalen i Sverige 1982 genomfördes söndagen den 19 september 1982. Vid detta val valdes kommunfullmäktige för mandatperioden 1982–1985 i samtliga 284 kommuner. Fem nya kommuner bildades genom utbrytningar:
- Bjurholms kommun ur Vännäs kommun
- Essunga kommun ur Vara kommun
- Malå kommun ur Norsjö kommun
- Salems kommun ur Botkyrka kommun
- Österåkers kommun ur Vaxholms kommun

## Valresultat
| Parti                | Parti                        | Röster            | Röster | Röster | Mandatfördelning | Mandatfördelning |
| Parti                | Parti                        | Antal             | %      | +− %   | Antal            | +−               |
| -------------------- | ---------------------------- | ----------------- | ------ | ------ | ---------------- | ---------------- |
|                      | Socialdemokraterna           | 2 565 875         | 45,5   | +2,5   | 6 301            | +420             |
|                      | Moderata samlingspartiet     | 1 223 720         | 21,7   | +3,1   | 2 583            | +442             |
|                      | Centerpartiet                | 865 746           | 15,3   | -2,4   | 2 599            | -327             |
|                      | Folkpartiet                  | 335 906           | 6,0    | -4,5   | 773              | -526             |
|                      | Vänsterpartiet kommunisterna | 303 173           | 5,4    | -0,4   | 588              | -31              |
|                      | Kristen demokratisk samling  | 136 494           | 2,4    | +0,3   | 326              | +50              |
|                      | Miljöpartiet de Gröna        | 91 842            | 1,6    | +1,6   | 129              | +129             |
|                      | Arbetarpartiet kommunisterna | 9 263             | 0,2    | +0,1   | 11               | -9               |
|                      | Övriga partier               | 112 914           | 2,0    | —      | 190              | —                |
| Antal giltiga röster | Antal giltiga röster         | 5 644 935         | 100,0  |        | 13 500           | +131             |
| Ogiltiga röster      | Ogiltiga röster              | 49 988            |        |        |                  |                  |
| Totalt               | Totalt                       | 5 694 923 (89,6%) |        |        |                  |                  |

### Övriga partier
(Som fick mandat i flera kommuner)
- Sveriges kommunistiska parti, 9 platser
- Frihetliga Kommunalfolket, 9 platser
- KPMLr-Revolutionärerna, 3 platser
- Bygdens bästa, 2 platser

### Kartor
| Majoritetsförhållanden i kommunfullmäktige | Majoritetsförhållanden i kommunfullmäktige |
| 1979 | 1982                                       |
| --- | ------------------------------------------ |
| |                                            |
| S+VPK i absolut majoritet S+VPK i relativ majoritet M+C+FP i absolut majoritet M+C+FP i relativ majoritet Jämnt mellan blocken Tredje parti i relativ majoritet |                                            |